# Wirich von Daun

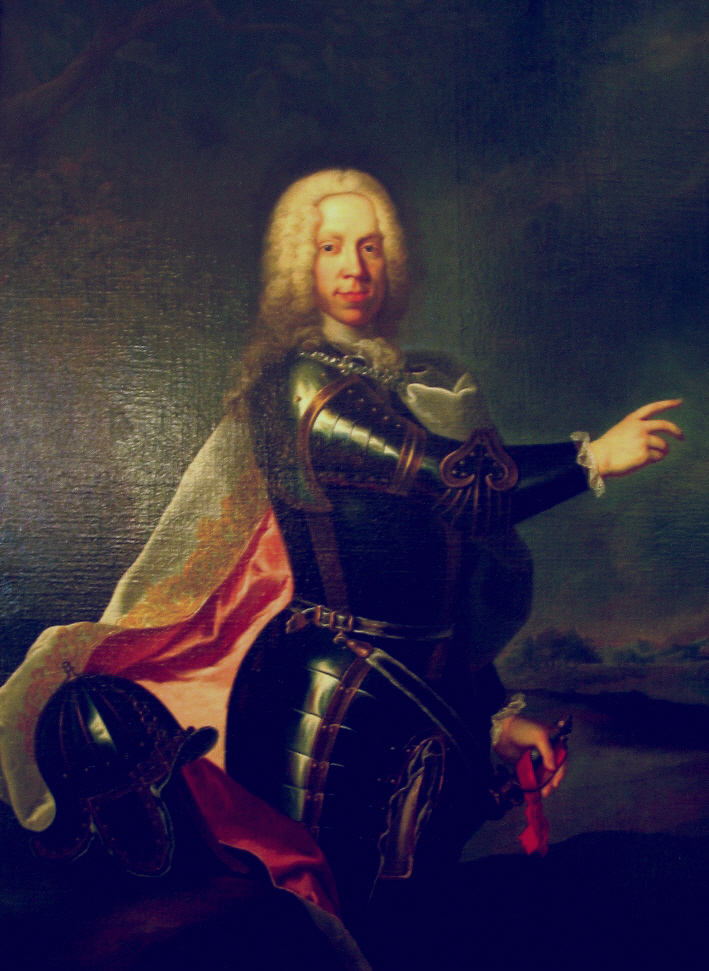
Wirich von Daun

Wirich Philipp Lorenz von und zu Daun, graaf van Daun, vanaf 1710 prins van Teano (Wenen, 19 oktober 1669 – aldaar, 30 juli 1741) was een Oostenrijks veldmaarschalk.

## Leven
Wirich von Daun was afkomstig uit het geslacht dat heerste over het stadje Daun in de Eifel, en dat in 1643 tot de rijksgravenstand was toegetreden. Zijn vader Wilhelm (1621-1706) was eveneens veldheer in Oostenrijkse dienst en werd in 1694 veldmaarschalk.
Hij diende in de Spaanse Successieoorlog in Italië onder het bevel van Eugenius van Savoye en werd bekend met de verdediging van Turijn tegen de belegerende Franse troepen onder de hertog van La Feuillade in 1706. Hierdoor werd tijd gewonnen zodat Eugenius en Victor Amadeus van Savoye de Fransen onder maarschalk Marsin en Filips van Orléans konden verslaan in de slag bij Turijn.
Hij veroverde het koninkrijk Napels na de belegering en bestorming van de vesting Gaeta in 1707. Aartshertog Karel, als pretendent voor de Spaanse troon, benoemde hem daarop tot maarschalk en onderkoning. Daun veroverde daarop Sardinië.
Toen Eugenius van Savoye naar de Zuidelijke Nederlanden trok om daar oorlog te voeren, verving Daun hem als hoofd van de Oostenrijkse troepen in Italië. Hij verdreef de Franse maarschalk Villars, bezette de Pauselijke Staat en dwong paus Clemens XI tot vrede (1708).
Als beloning werd hij verheven tot prins van Teano en benoemd tot ridder in de (Oostenrijkse) Orde van het Gulden Vlies. Hij was een tweede maal onderkoning van Napels (1713-1719), gedurende welke periode hij zeer geliefd werd bij de bevolking. Tussen 1719 en 1725 was hij meester der artillerie en stadscommandant in Wenen.
In 1725 werd hij korte tijd gevolmachtigd minister in de Oostenrijkse Nederlanden. Zijn korte bewind was belangrijk in het vestigen van het Oostenrijkse gezag, dat was aangetast door de onpopulariteit van de markies van Prié. Voortaan zou opnieuw een prinses van den bloede in Brussel resideren in de persoon van aartshertogin Maria Elisabeth. Daun effende het pad voor haar door het in 1702 afgeschafte systeem van de Collaterale Raden te herstellen en door haar hof en huishouding te organiseren, waarbij eervolle plaatsen werden ingeruimd voor de hoge adel.
Zijn laatste ambt was het gouverneurschap van Milaan. Dit eindigde in mineur tijdens de Poolse Successieoorlog doordat hij niet in staat was de stad te behouden voor een Piëmontese overmacht onder Karel Emanuel III van Sardinië (1733).
Hij was de vader van de bekende veldmaarschalk Leopold Josef von Daun.